# Mount Malarayat Golf & Country Club
De Mount Malarayat Golf & Country Club maakt deel uit van een Filipijns resort in Lipa, een stad op 90 km van Manilla.
De golfbaan bestaat uit 27 holes. In 2005 werd daar het Filipijns Open gespeeld.
Het heuvelachtige terrein wordt in vijf fases bebouwd met huizen en appartementen. De tweede fase van de bouw is in 2012 gestart.